# Richard Kappelin
Richard  Carl Johan Kappelin, född 30 september 1983 i Irsta, är en svensk tidigare handbollsmålvakt.

## Karriär

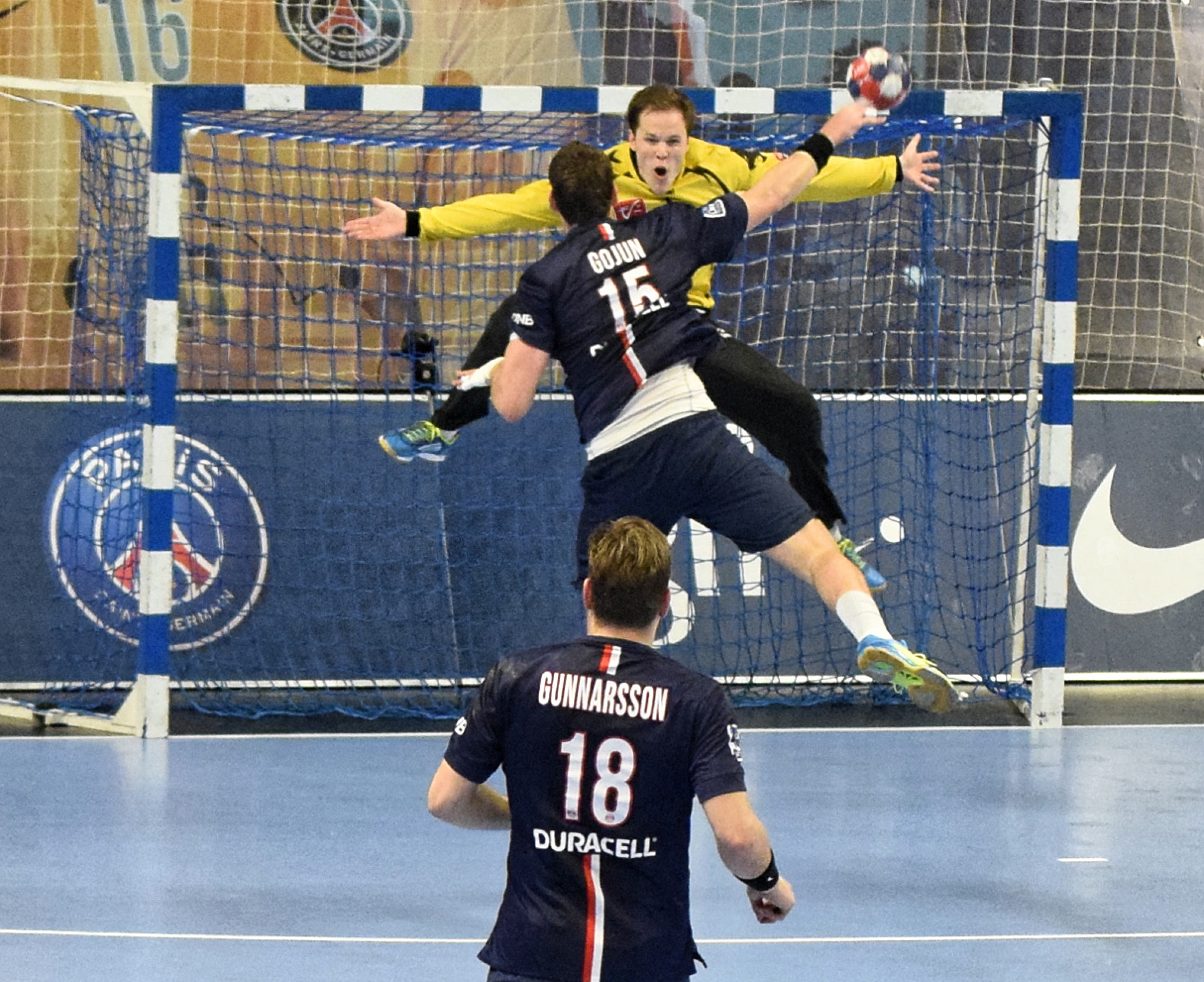
Richard Kappelin med Sélestat Alsace HB mot Paris Saint-Germain HB i april 2015.

Richard Kappelin var med och vann VM-guld med Sveriges U21-landslag år 2003 i Brasilien, efter att ha blivit matchhjälte i finalen.
Med moderklubben IK Sävehof vann han 2004 SM-guld. Efter säsongen gick han till Elitseriekonkurrenten Alingsås HK.
Han återkom till Sävehof under säsongen 2006/2007 men gick därefter återigen till Alingsås HK. Han vann 2009 SM-guld med Alingsås, efter en fantastisk insats i finalen med en räddningsprocent på över 60% i första halvlek. Han blev vald till elitseriens bästa målvakt 2008 och 2009.
2010 värvades han av den spanska proffsklubben Cuenca 2016. Efter en succéartad andra säsong, 2011/12, slutade Kappelin tvåa i den totala räddningsligan i Liga Asobal och skrev på för den spanska toppklubben BM Aragón, från Zaragoza. Efter en säsong präglad av ekonomiska problem, valde Kappelin att lämna Spanien i december 2012. Han spelade några månader i Qatar i Al Gharafa innan han skrev på för de danska mästarna Aalborg Håndbold. Han spelade bara en säsong i Aalborg innan han vände kosan till Frankrike för ett år i Alsace. Han spelade åter i Spanien 2015–2017 för Naturhouse La Rioja. Säsongen 2017/2018 gick han till IFK Kristianstad där han vann SM-guld 2018, vilket gör att han vunnit SM-guld med tre olika klubbar något han är ensam om. 2020 avslutade han handbollskarriären.

## Klubbar
- IK Sävehof (–2004)
- Alingsås HK (2004–2006)
- IK Sävehof (2006–2007)
- Alingsås HK (2007–2010)
- Cuenca 2016 (2010–2012)
- BM Aragón (2012–2013)
- Al Gharafa (2013)
- Aalborg Håndbold (2013–2014)
- Sélestat Alsace HB (2014–2015)
- Naturhouse La Rioja (2015–2017)
- IFK Kristianstad (2017–2020)